# Беля (село)
Беля (алб. Bela) — село в северо-восточной Албании. Входит в состав общины Запод округа Кукес, расположено в албанской части исторической области Гора.
Из наиболее близко расположенных к селу Беля населённых пунктов отмечаются горанские сёла Запод и Очикле, а также албанское село Лёйма. Запад и Очикле находятся к юго-востоку от села Беля, а Лёйма — к югу от него.

## История
Согласно рапорту главного инспектора-организатора болгарских церковных школ в Албании Сребрена Поппетрова, составленному в 1930 году, в селе Беля насчитывалось около 30 домов.